# Madiredo
Madiredo is een bestuurslaag in het regentschap Malang van de provincie Oost-Java, Indonesië. Madiredo telt 8539 inwoners (volkstelling 2010).